# دانيال آدامز
دانيال آدامز (بالإنجليزية: Daniel Adams)‏ هو كاتب وسياسي أمريكي، ولد في 29 سبتمبر 1773، وتوفي في 8 يونيو 1864. انتخب عضو مجلس ولاية نيوهامبشير.